# Short Rangoon
El Short S.8/8 Rangoon fue un hidrocanoa biplano trimotor británico de la década de 1930, diseñado y construido por Short Brothers para la Real Fuerza Aérea.

## Diseño y desarrollo
En 1929, la Real Fuerza Aérea necesitaba reemplazos urgentes para los Supermarine Southampton II entonces operados por el Escuadrón n.º 203 de la RAF con base en Basora, Irak. El Ministerio del Aire emitió la Especificación S.18/29 para cubrir específicamente la adquisición de una variante militar del Short S.8 Calcutta, similar al S.8/2 Calcutta que entonces se estaba diseñando, en colaboración con Breguet, para la Aviation navale. La nueva versión de la RAF tenía la designación S.8/8 de Short y la de Rangoon de la RAF, ordenándose inicialmente tres ejemplares.
El Rangoon fue una adaptación militar directa del Calcutta. La estructura principal se ensambló a partir de formadores, largueros, costillas y larguerillos de duraluminio; el fuselaje estaba revestido con duraluminio y las superficies de vuelo estaban en parte igualmente recubiertas y en parte recubiertas de tela. Los cambios más importantes fueron la provisión de una cabina cerrada para los pilotos, literas de descanso, depósitos de combustible agrandados en el ala superior, tres ametralladoras Lewis (una montada delante de la cabina y dos en el fuselaje, detrás de las alas), soportes para bombas debajo de las alas, y un gran depósito de agua dulce (para el uso previsto en condiciones tropicales).

## Historia operacional

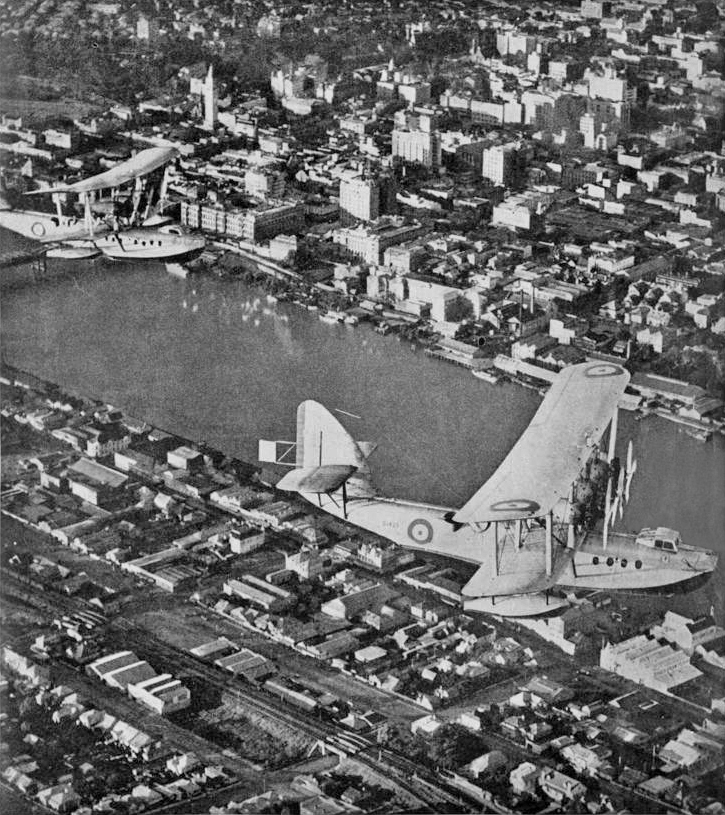
El primer avión de los tres Rangoon, sobre el río Brisbane, 1934.

El 24 de septiembre de 1930, el piloto de pruebas jefe de Shorts, John Lankester Parker, voló el primer Rangoon (S1433) desde el río Medway en Rochester. A principios de 1931, los primeros tres Rangoon fueron entregados a la RAF para entrenamiento en Felixstowe; luego, en abril del mismo año, fueron trasladados en formación al Escuadrón n.º 203 de la RAF en Basora. Fueron utilizados para realizar patrullas de vigilancia y lucha contra el contrabando en Irak y el Golfo Pérsico. Durante los siguientes tres años, se entregaron tres Rangoon más (construidos con una especificación superior R.19/31) al Escuadrón N.º 203 en Basora, donde sirvieron sin problemas hasta 1935, cuando fueron reemplazados por Short Singapore III.
En septiembre y octubre de 1934, tres Rangoon del Escuadrón N.º 203 visitaron Australia como parte de las celebraciones del centenario del estado de Victoria y del centenario de Melbourne.
En agosto de 1935, cinco Rangoon fueron transferidos al Escuadrón N.º 210 de la RAF en Pembroke Dock. En septiembre de 1935, fueron enviados temporalmente a Gibraltar durante la crisis de Abisinia, y todos fueron retirados del servicio a finales del mismo año. Mientras tanto, el primer Rangoon (S1433) fue despojado de su equipo militar por Shorts en Rochester, fue matriculado como G-AEIM, y luego fue utilizado por Air Pilots Training Ltd para entrenar tripulaciones de Imperial Airways en Hamble, hasta que fue retirado a finales de 1938.

## Operadores
Japón
- Servicio Aéreo de la Armada Imperial Japonesa (variante Kawanishi H3K)

 Reino Unido
- Real Fuerza Aérea
- Air Pilots Training Ltd

## Especificaciones (S.8/8 Rangoon)
Referencia datos: Aircraft of the Royal Air Force 1918–57

### Características generales
- Tripulación: Cinco
- Longitud: 20,4 m (66,8 ft)
- Envergadura: 28,4 m (93 ft)
- Altura: 7,2 m (23,8 ft)
- Superficie alar: 169,8 m² (1827,8 ft²)
- Peso vacío: 6350 kg (13 995,4 lb)
- Peso cargado: 10 206 kg (22 494 lb)
- Planta motriz: 3× motor lineal de 4 cilindros refrigerado por aire Bristol Jupiter XIF.
  - Potencia: 400 kW (551 HP; 544 CV) cada uno.
- Hélices: De cuatro palas

### Rendimiento
- Velocidad máxima operativa (Vno): 185 km/h (115 MPH; 100 kt)
- Velocidad crucero (Vc): 148 km/h (92 MPH; 80 kt)
- Alcance: 1050 km (567 nmi; 652 mi) (7 hr a 148 km/h)
- Techo de vuelo: 3700 m (12 139 ft)
- Régimen de ascenso: 2,8 m/s (551 ft/min)

### Armamento
- Ametralladoras: 

  - 3x Lewis de 7,7 mm
- Bombas: Hasta 455 kg

## Aeronaves relacionadas

### Desarrollos relacionados
- Breguet Br.521 Bizerte, Br.522 y Br.530 Saigon
- Kawanishi H3K-2/Short KF.1
- Short Singapore
- Short S.8 Calcutta

### Secuencias de designación
- Secuencia S._ (interna de Short, posterior a 1921): ← S.6 - S.7 - S.8 - S.8/8 - S.10 - S.11 - S.12 →